# Pirates of the Caribbean: Salazar's Hævn
Pirates of the Caribbean: Salazar's Revenge (udgivet i Amerika som Pirates of the Caribbean: Dead Men Tell No Tales) er en amerikansk fantasy/action film, som  er instrueret af Joachim Rønning og Espen Sandberg med manuskript af Jeff Nathanson, og Jerry Bruckheimer som producer. Johnny Depp, Kevin McNally og Geoffrey Rush genforenes i rollerne som henholdsvis Jack Sparrow, Joshamee Gibbs og Hector Barbossa. I den femte film dukker også nye karakterer op, bl.a. Armando Salazar, Henry Turner og Carina Smyth, der bliver spillet af henholdsvis Javier Bardem, Brenton Thwaites og Kaya Scodelario. I filmen vender også Orlando Bloom og Keira Knightley tilbage i deres vante roller - Will Turner og Elizabeth Swann, der ikke var med i den forrige film.
Filmen  er den femte i Pirates of the Caribbean serien og efterfølgeren til Pirates of the Caribbean: I Ukendt Farvand fra 2011.
Filmholdet har udtalt, at filmens manuskript og fremføring, er inspireret af seriens første film - Pirates of the Caribbean: Den Sorte Forbandelse. Forarbejdet startede kort tid før udgivelsen af I Ukendt Farvand i foråret 2011.
I første kvartal af 2013, blev Jeff Nathanson hyret til at skrive et nyt manuskript, hvor han denne gang efter sigende har måttet samarbejde med skuespilleren Johnny Depp.
Oprindeligt skulle filmen udgives i 2015, men på grund af uenigheder omkring manuskriptet og et utilstrækkeligt budget, blev filmens udgivelse udskudt til sommeren 2016 og sidenhen til sommeren 2017. Filmen er optaget i Australien fra februar 2015, eftersom de australske myndigheder tilbød Disney 126 millioner danske kroner, som et økonomisk incitament til at filme i Australien.
Pirates of the Caribbean: Salazar's Revenge blev i Amerika udgivet i Disney Digital 3-D, Real 3D og IMAX 3D format den 26. maj 2017, mens den herhjemme fik premiere i biograferne og i udvalgte IMAX-biografer den 7. juli 2017. Filmen modtog en del kritik for dens komplicerede og kringlede handling der kunne minde meget om de forrige film, hvorimod skuespillernes præstationer, effekter og musikken blev taget godt imod af anmelderne. Denne verdensomspændte film er indtil videre den sjette mest indtjenende film i 2017, med en indtjening i omegnen af 4,9 milliarder danske kroner.